# Maria Paruszewska
Maria z Kramarkiewiczów Rogala–Bieberstein Paruszewska (ur. 24 kwietnia 1864, zm. 22 maja 1937) – poetka, działaczka kulturalna.

## Życiorys

### Życie prywatne
Maria Paruszewska urodziła się w Poznaniu w rodzinie ziemiańskiej Kaspra Kramarkiewicza oraz Ludwiki z domu Godlewska. Za mąż wyszła za Sylwestra Paruszewskiego. Maria Paruszewska miała czterech synów: Michała (ur. 1885), Alfreda (ur. 1887), Jana (ur. 1889) i Józefa (ur. 1895). Zmarła w Poznaniu 22 maja 1937 roku i została pochowana na cmentarzu św. Wojciecha.

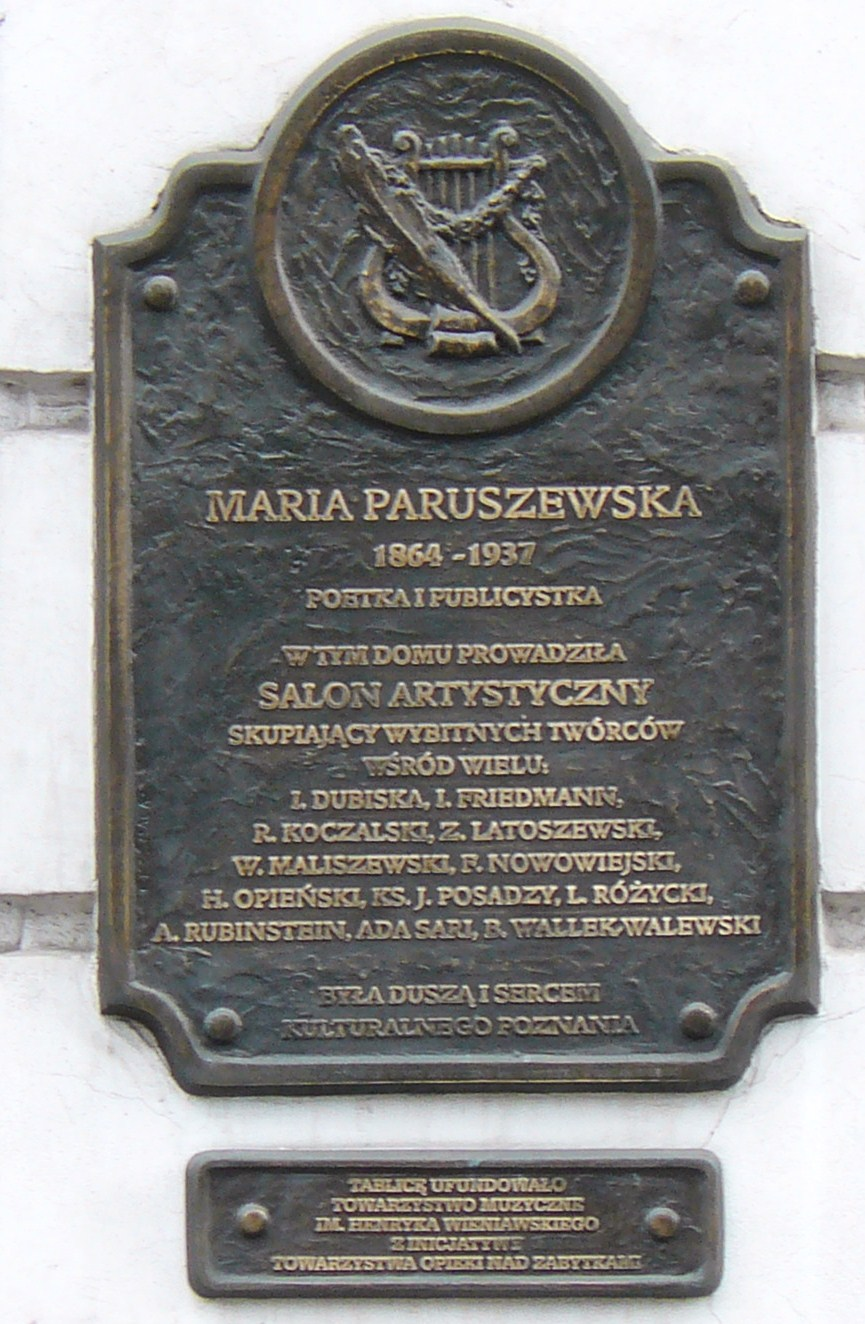
Tablica pamiątkowa na gmachu przy Marcinkowskiego w Poznaniu

### Wykształcenie i działalność kulturalna
W rodzinnym mieście ukończyła pensję A. Danyszówny i zaczęła się uczyć w konserwatorium drezdeńskim, w którym profesor Grandi uczył ją muzyki, a profesor Lamperti śpiewu oraz u profesorów Jericha i Dolka-Herzog uczyła się literatury francuskiej oraz niemieckiej. Krótko śpiewała, a jej poznański dom jeszcze przed I wojną światową był aktywnym ośrodkiem życia kulturalnego, a w szczególności muzycznego i literackiego. Z jej salonem związali się liczni artyści do których należeli między innymi: Feliks Nowowiejski, Ludomir Różycki, Olga Boznańska, Cezary Jellenta. Udzielała młodzieży artystycznej doraźnej pomocy materialnej, a w okresie wojennym prowadziła działalność charytatywną. Od początkowych lat XX stulecia publikowała na łamach „Pracy”, „Kuriera Poznańskiego”, „Życia”, „Literatury i Sztuki”, „Dziennika Poznańskiego”, „Postępu”, „Biesiady”, „Gońca Wielkopolskiego”, „Tygodnika Polskiego” (Nowy Jork), „Salonu Literackiego” i innych (np. „Kronika Piotrkowska”) liczne poezje oryginalne, a także szkice literacko-biograficzne. Była popularyzatorką kultury muzycznej i zamieszczała liczne sprawozdania i recenzje z oper, koncertów symfonicznych, wieczorów kameralnych, recitali muzycznych oraz przedstawień teatralnych. W Chicago była korespondentką „Echa Muzycznego”. Do dzisiaj istnieje kamienica z 1891, której była właścicielką.

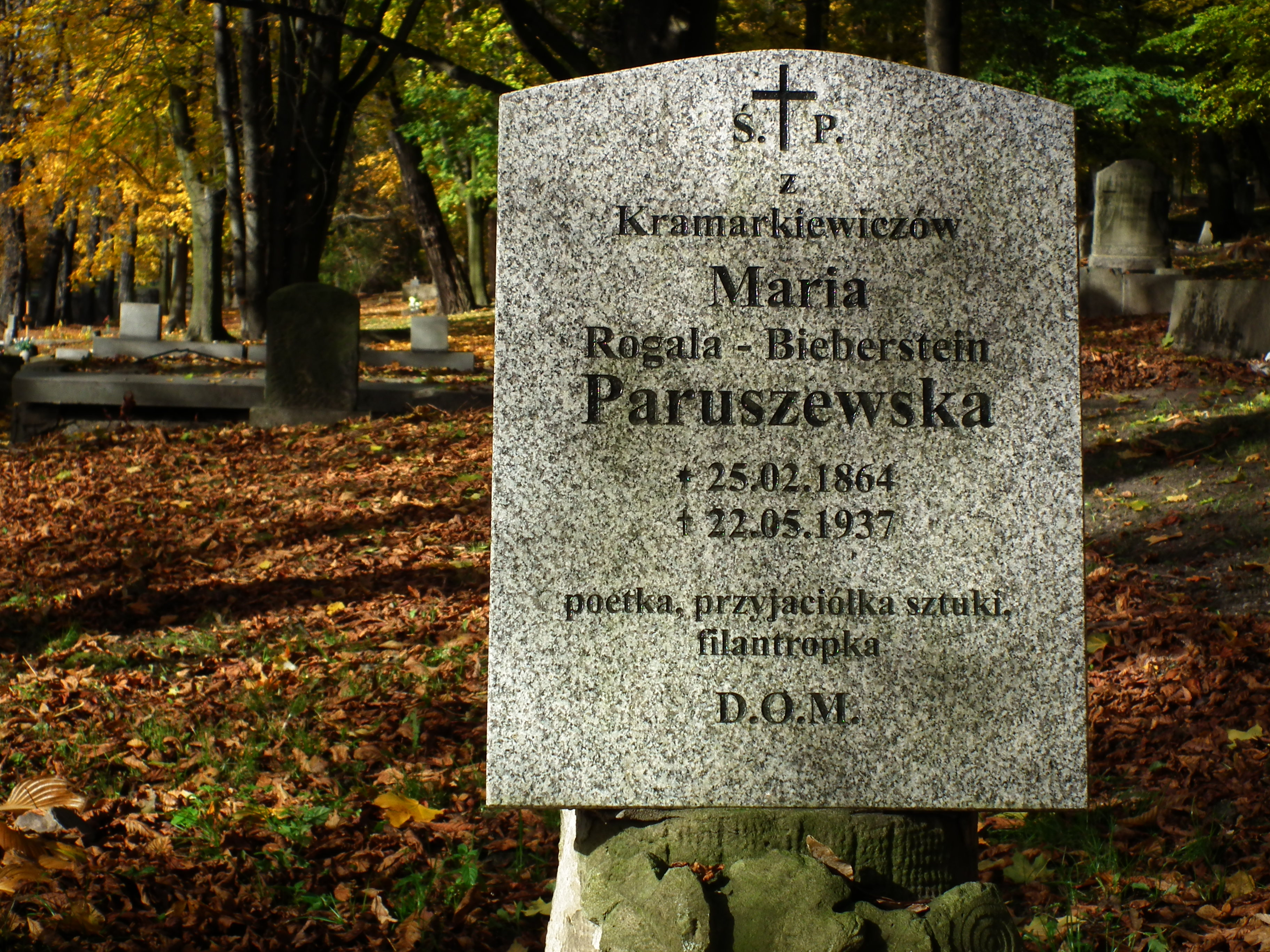
Grób na cmentarzu św. Wojciecha w Poznaniu

### Charakterystyka twórczości
Opublikowała studia o Feliksie Nowowiejskim, Giuseppe Verdim, Raulu Koczalskim i Mieczysławie Karłowiczu. Autorami muzyki do jej utworów byli: Feliks Nowowiejski, Michał Świerzyński, S. Lipski i Andrzej Bursa. Była autorką kilku tomików wierszy: Łzy-Perły (1910), Żywym i umarłym (1917), Odgłosy wojenne (1917), Moje pieśni (1934). Tłumaczyła między innymi Życie nowe Dantego, teksty do chorałów Jana Sebastiana Bacha, cykl pieśni O miłości Rainera Marii Rilkego, Pieśni różane F. Eulenburga, wiersze Henricha Heinego oraz inne. Zajmowała się także historią teatrów poznańskich.